# Powerman 5000
 (mai 2023).
Si vous disposez d'ouvrages ou d'articles de référence ou si vous connaissez des sites web de qualité traitant du thème abordé ici, merci de compléter l'article en donnant les références utiles à sa vérifiabilité et en les liant à la section « Notes et références ».
Powerman 5000, parfois abrégé en PM5K, est un groupe de metal industriel américain, originaire de Boston. Il est officiellement formé en 1991. Le chanteur, Spider One (Michael Cummings), est le jeune frère de Rob Zombie (Robert Cummings), un autre chanteur et musicien de musique metal, et réalisateur de films d'horreur. Le nom du groupe est inspiré du super-héros de bande dessinée Power man.

## Biographie

### Formation et débuts (1991–1993)
C'est à Boston, dans le Massachusetts, vers la fin des années 1980, que tout débute. Spider se joint à un producteur nommé Lamar Lowder pour former un nouveau groupe à tendances hip-hop et funk appelé MC Spider. Le groupe publie un premier album démo, intitulé Much Evil, en 1990. L'album est assez vendu pour gagner une attention particulière, et se faire connaître dans la région. D'ailleurs, avec cet enregistrement, le duo gagne le prix de « meilleur groupe de rap » au Boston Phoenix/WFNX 1990 Readers[réf. nécessaire]. Rapidement, d'autres membres se rallieront à la formation. Il s'agit de Dorian Heartsong qui jouera la basse, Allan Pahanish pour la batterie et le disc jockey Brian Collymore qui fera les platines. 
En 1991, Lamar Lowder et Brian Collymore quittent tous deux le groupe. Ce premier deviendra producteur musical. Spider et Allan partage alors les mêmes orientations musicales, tels que Black Sabbath et Public Enemy. Le groupe, alors composé de trois seuls membres (Spider, Allan et Dorian) chercheront un guitariste durant un très court moment. Adam Williams est celui qui retiendra l'attention. C'est durant l'année 1992 que la transformation vers Powerman 5000 se réalisera. Peu de temps après, c'est au tour de Jordan Cohen de rejoindre la formation en tant que percussionniste. Dès cet instant, le groupe travaillera sur de nouvelles chansons et élaborera un nouveau style. 
En 1993, le groupe publie l'EP A Private Little War, qui sera vendu en quantité limitée à 500 exemplaires en trois semaines. Powerman 5000 devient rapidement un grand acteur de la scène musicale underground de Boston. Les fans devront attendre jusqu'en 1994 pour entendre de nouveaux enregistrements. 

### True Force(1994)
Curve of the Earth Records est le nom de la compagnie qui permettra à Powerman 5000 de lancer leur premier véritable album, True Force, en mars 1994, qui remarquera la formation durant une prestation en Nouvelle-Angleterre. Ce disque contient sept titres et c'est avec celui-ci que le groupe se verra offrir un contrat par Capitol Records, la compagnie derrière les Beatles. Le groupe négociera, acceptera, mais annulera le tout peu de temps après. Jouer en spectacle et écrire sont les deux priorités du groupe et ils souhaitent continuer d'écrire leur musique qu'ils caractérisent de killing machine. Produit avec un budget de 600 $ US et enregistré en moins de deux jours, la pochette de l'album est ornée d'un robot géant, menaçant, japonais au-dessus d'un muscle car américain.

### Blood Splat Rating System(1995–1997)
True Force, devenu symbole de haine et de frustration dans la scène musicale, force le groupe à entrer dans les studios à nouveau. Après un an seulement, leur premier album, Blood Splat Rating System,, produit par Powerman 5000 eux-mêmes et Andrew Murdock, est lancé via le label Conscience Records. Tout au sujet des super héros, des phénomènes de cirque, des attaques de requin, des fous de kung-fu et de plus suicidaires, tel est la manière dont Spider décrit ce nouvel enregistrement. Ils remportent les catégories de « meilleur album metal », « meilleur album rap » et « album de l'année » au sondage des auditeurs de la chaîne Phoenix/WFNX (Boston) en 1995[réf. nécessaire]. En quelques mois, l'édition limitée du disque est entièrement vendue. Encore une fois, les compagnies de musique s'en mordent les doigts et souhaitent obtenir les droits sur ces œuvres. Selon Al, en 1995, le temps est venu pour la formation de passer à un niveau suivant. Powerman 5000 signe alors avec Dreamworks Records. Les membres iront s'établir dans l'ouest du pays, à Los Angeles.
Avec ce contrat, le groupe rejoint un auditoire plus large et Mega!! Kung Fu Radio, une version super chargée de l'album précédent produit par Powerman 5000 et Mudrock (encore une fois), est lancé en février 1997. Ils entreprendront, durant l'été de la même année, une tournée nationale avec plusieurs groupes, dont Korn, Limp Bizkit, Marilyn Manson, Primus, Pantera, Danzig et Coal Chamber. Elle durera environ un an. Peu de temps après, Jordan Cohen quitte la formation. 

### Dreamworks etTonight the Stars Revolt!(1998–2000)
En 1998, Mike Tempesta sera le nouveau membre du groupe. Avec ce guitariste, on cherche un style plus agressif et original. Le groupe retournera en studio vers la fin de 1998. Jumelé à Syvia Massey et Ulrich Wild pour produire un nouvel album, les cinq membres lanceront Tonight the Stars Revolt!. Ce titre fait référence au livre 2001: A Space Odyssey de Arthur C. Clarke. Spider explique la sélection de ce titre : le futur n'est pas ce qu'il était. L'album est vendu à plus d'un million et demi d'exemplaires aux États-Unis. Nobody's Real et When Worlds Collide sont des titres très en demande durant les années 1999 et 2000. Le groupe fait plusieurs tournées, dont l'Ozzfest.

### Anyone for Doomsday?(2000–2001)
Powerman 5000 revient ensuite avec Anyone for Doomsday? en 2001. Quelques jours avant le lancement de l'album, Spider annonce au nom du groupe que la sortie est repoussée. Or, peu de temps après, on apprend que Dorian et Alan quitte le groupe le 30 octobre 2001 et l'album ne sera pas lancé à ce moment pour diverses raisons. Mais à cause d'une demande massive de l'album (via téléchargement sur des réseaux de partage illégaux), le 19 décembre 2003, Anyone for Doomsday? est lancé via Megatronic Records avec une nouvelle pochette (sans livret). Il était alors disponible uniquement en ligne en quantité limitée, mais n'est cependant plus disponible pour des raisons légales. 
Plusieurs arguments, tels que les événements terroristes du 11 septembre 2001 (en lien avec le titre négatif) expliquent la raison de l'annulation de l'album, bien qu'il soit terminé en août 2001, un mois complet avant les attaques. Le chanteur a déjà expliqué en entrevue que celui-ci a été abandonné parce qu'il sonnait trop comme son prédécesseur : il souhaitait publier quelque chose de différent et non se répéter.

### Changements et transformation (2001–2008)
Entre août 2001 et mars 2003, le groupe est sans bassiste et batteur. Spider, Adam12 et M.33 continuent d'écrire des morceaux et, durant la première moitié de l'année 2002, ils trouveront finalement deux remplaçants : Sigve Sjursen à la basse, et Adrian Ost à la batterie. En mai 2003, la formation dotée de nouveaux membres lanceront Transform. Très différent et longuement attendu, l'album ne satisfera pas tout le monde. La formation laisse de côté leurs costumes de l'espace pour revenir aux sources. On peut noter une radicale transformation du groupe, qui est passé d'un style metal à un style bien plus punk. Cette transformation se répercute notamment sur leur look et sur leurs paroles. 
Depuis 2003, peu de choses se passent, si ce n'est que la perte de Dreamworks Records en tant que label. Le groupe est calme et présent à quelques spectacles seulement. Dernièrement, cela semble reprendre vie avec de nouvelles chansons incluses dans des jeux vidéo (WWE SmackDown! vs. Raw, MX vs ATV Unleashed) ainsi que leur propre compagnie de production musicale, Megatronic Records, qui semble bien mise sur pied.
En janvier 2005, Mike Tempesta (M.33), qui fait partie de la formation Scum of the Earth, annonce son départ de Powerman 5000. « Aucun grand scandale, juste une évolution. », explique Spider après cette annonce. Mais on apprend par la suite qu'il avait commencé des batailles entre les membres. Un peu plus tard, c'est Adam qui décide de ne plus faire de tournée. Ainsi, Powerman 5000 recrute Johnny Heatley, ancien guitariste de Halfcocked et Terry Corso, ancien guitariste de Alien Ant Farm. Tous ensemble, ils enregistrent et préparent un album durant de nombreux et longs mois. En juin 2006, on apprend son nom, Destroy What You Enjoy. Et c'est finalement en août de la même année qu'il est disponible à tous. Ce groupe formé de Spider, Siggy, Adrian, Johnny et Terry n'a presque pas eu le temps d'être vu qu'il est déjà obsolète. Les deux nouvelles recrues, Johnny et Terry s'en vont vers de nouveaux chemins, ayant chacun d'autres projets. 

### Retour aux fondamentaux (depuis 2009)

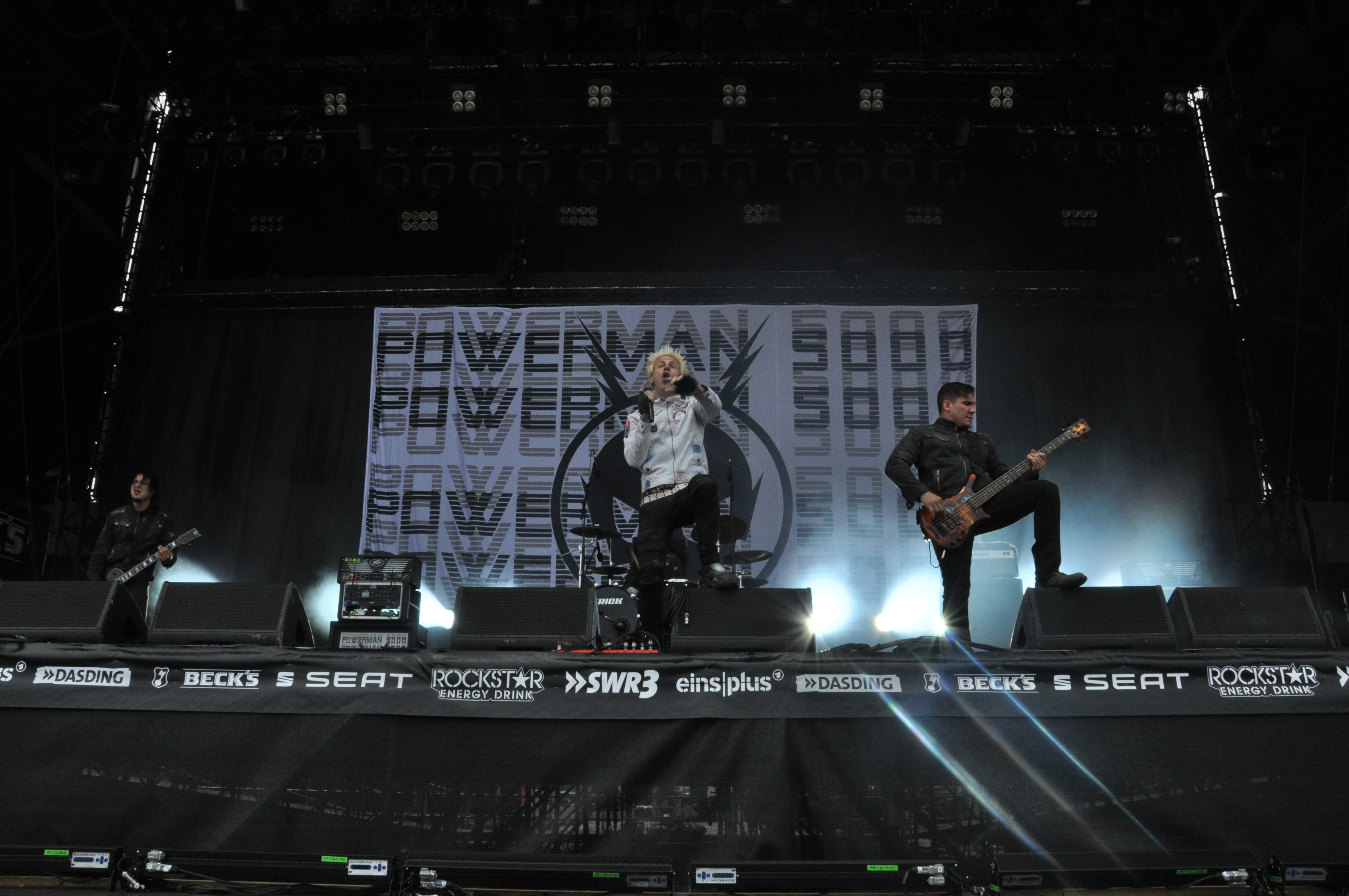
Powerman 5000 en 2014.

En 2009, le groupe sort Somewhere on the Other Side of Nowhere, album marquant le retour d'un style plus proche des premiers albums, notamment Tonight the Stars Revolt. La thématique de cet opus est plus axée sur les super-héros, à grand renfort de samples et effets électroniques. Le groupe ne reprend pas pour autant les costumes et le look de l'époque, restant sur une tenue plus sobre. 
Cette tendance se confirme également avec la sortie de Builders of the Future en mai 2014. Album dans la droite lignée du précédent et confirmant le groupe dans son style originel. S'en suivra une tournée internationale, dont un passage remarqué en France, au Hellfest 2014. L'intégralité du line-up aura également évolué, Spider One restant le seul membre originel du groupe. 
En février 2016, le groupe accuse le trailer de Final Fantasy 14 d'avoir plagié leur chanson When Worlds Collide. Le 15 mai 2016, le groupe annonce de nouvelles chansons avant la fin de l'année. En août 2016, ils entrent en studio pour l'enregistrement d'un nouvel album.

## Membres

### Membres actuels
- Michael Cummings (Spider One) - chant (depuis 1991)
- Gustavo Aued (X51) - basse (depuis 2008)
- Nick Quijano (sci55ors) – guitare (depuis 2012)
- DJ Rattan (Rattan) – batterie (depuis 2013)
- Richard Jazmin (Zer0) – guitare (depuis 2013)

### Anciens membres
- DJ Brian - platines (1991-1993)
- Lamar Lowder - production musicale (1991-1993)
- Allen Pahanish (Al 3) - batterie (1991-2001)
- Dorian Heartsong (Dorian 27) - basse (1991-2001)
- Adam Williams (Adam 12) - guitare (1993-2005)
- Jordan Cohen - percussions (1994-1998)
- Mike Tempesta (M.33) - guitare (1999-2005)
- Sigve Sjursen (Siggy 00) - basse (2002-2008)
- Adrian Ost (Ad7) - batterie (2002-2013)
- Johnny Heatley - guitare, chant (2005-2007)
- Terry Corso - guitare (2005-2007)
- Dave Pino - guitare (2007-2012)
- Evan Rodaniche - guitare (2007-2013)

## Discographie

### Albums studio
- 1995 : Blood Splat Rating System
- 1997 : Mega!! Kung Fu Radio
- 1999 : Tonight the Stars Revolt!
- 2001 : Anyone for Doomsday?
- 2003 : Transform
- 2006 : Destroy What You Enjoy
- 2009 : Somewhere on the Other Side of Nowhere
- 2011 : Copies, Clones and Replicants (album de reprises)
- 2014 : Builders of the Future
- 2017 : New Wave
- 2020 : The Noble Rot

### EPs
- 1990 : Much Evil
- 1993 : A Private Little War
- 1994 : True Force

### Compilation
- 2004 : The Good, the Bad and the Ugly Vol. 1

### Bandes son
- 2005 : Shadow the Hedgehog
- 2005 : MX vs. ATV Unleashed